# Бидун
Бидун (Бинду) (д/н — 673/681) — худат (правитель) в Бухарском государстве 655/659 — 673/681 соответственно. В разных исторических источниках также назван Нидун, Садун или Бандун.

## Жизнеописание
Вероятно, был тюрком по происхождению. Резонно выдвигается версия, что Бидун является искажённым тюркским титулом тудун. У средневекового бухарского историка Джафара Наршахи есть упоминание, что тудун области Чач двинулся на помощь Бухаре. По другой версии мог быть тудуном Пайкенда. Поэтому предполагают, что Бидун после упадка Западнотюркского каганата в середине 650-х годов двинулся в Бухару, где в это время царил худат (властелин) Мах. Неизвестно победил ли Бидун последнего или тот уже умер и Бухара оказалась в состоянии беспорядка.
Бидун принял титул бухархудата. Восстановил цитадель Арк и возвёл новые укрепления вокруг Бухары. Сумел покорить весь Бухарский Согд, присоединив города-государства Ромитан, Джандар, Каган[что?], Вабкент и Каракуль.
Преимущественно известен войнами против арабских захватчиков. В 673 году Бухарское государство атаковал Убайдуллах ибн Зияд, вали Хорасана, который захватил Ромитан, часть земель Пайкенда, подойдя в 674 году к Бухаре. По разным источникам Бинду погиб в битве возле столицы или откупился, заключив мирное соглашение. По другим сведениям бухархудат умер накануне вторжения Убайдаллы или погиб в битве с арабским военным Салмом ибн Зиядом в 681 году. Ему наследовал сын Туксбада I.